# 渡辺明正
渡辺 明正（わたなべ あきまさ、1912年8月26日 - 2007年8月7日）は、フランス文学者、京都大学名誉教授。
1935年東京帝国大学文学部仏文科卒。1963年京大教養部教授。1975年フランス教育功労章オフィシエ受章。1976年定年退官。
1985年、勲三等旭日中綬章を受章。2007年8月7日、肺炎のため死去。歿日付で従四位。

## 翻訳
- ファリナタ・デリィ・ウベルティー別題内礼 アナトオル・フランス短篇小説全集. 第5巻.白水社
- 肉体の悪魔 魔に憑かれて レーモン・ラディゲ 人文書院 1951.11
- サルトル全集 第11巻 アメリカの都市ほか 人文書院 1953
- 読書案内 文学のたのしみ アンドレ・モーロワ 紀伊國屋書店 1961
- スタンダール全集 第6 深情け 人文書院 1969
- アベ・プレヴォ マノン・レスコー 世界の文学 新集 3 中央公論社 1969
- 幻想文学 構造と機能 ツヴェタン・トドロフ 三好郁朗共訳.朝日新聞社 1975.朝日現代叢書
- フランス幻想文学史 マルセル・シュネデール 篠田知和基共監訳.国書刊行会 1987.8.クラテール叢書
- 滑稽旅役者物語 スカロン 国書刊行会 1993.10
- フランシヨン滑稽物語 シャルル・ソレル 国書刊行会 2002.12

## 参考
- 読売新聞訃報
- 官報1935年5月7日